# هیرو سوزوکی
هیرو سوزوکی میناگاوا (به ژاپنی: 鈴木博恵؛ زادهٔ ۱۹ اوت ۱۹۸۷) کشتی گیر زن کشور ژاپن است.
از عناوین وی می‌توان به کسب مدال نقره مسابقات قهرمانی کشتی جهان ۲۰۱۹ و دو مدال برنز مسابقات قهرمانی کشتی جهان ۲۰۱۷ و مسابقات قهرمانی کشتی جهان ۲۰۱۸ و مدال نقره بازی‌های آسیایی ۲۰۱۸ اشاره کرد. وی سابقه حضور در المپیک ۲۰۲۰ توکیو را دارد.